# Jürgen Heimlich (Kameramann)
Hans-Jürgen Heimlich (* 23. Juni 1936; † 10. Januar 2016) war ein deutscher Kameramann.

## Leben
Jürgen Heimlich begann seine Karriere bei der DEFA und beim Deutschen Fernsehfunk, für die er zahlreiche Filme und Serien drehte. So war er beispielsweise in den Mehrteilern Wege übers Land und Daniel Druskat für das Bild verantwortlich. Es folgten zahlreiche Fernsehfilme für das Fernsehen der DDR.
Auch nach der Wende konnte Heimlich seine Arbeit fortsetzen und war für zahlreiche Produktionen als Kameramann tätig, etwa für Bodo Fürneisens Dramen Der Rest, der bleibt (1991) und Scheusal (1992). Er drehte unter anderem Filme für die Reihen Tatort und Polizeiruf 110 sowie für die Serien In aller Freundschaft, Anna Maria – Eine Frau geht ihren Weg und Schlosshotel Orth.
2006 ging er mit 70 Jahren in den Ruhestand.

## Filmografie
- 1968: Wege übers Land (Fernseh-Fünfteiler)
- 1974: Das Schilfrohr (Fernsehfilm)
- 1976: Daniel Druskat (Fernsehfünfteiler)
- 1977: Die Liebe und die Königin
- 1979: Stine (Fernsehfilm)
- 1980: Muhme Mehle (Fernsehfilm)
- 1981: Verflucht und geliebt (Fernsehen, 5 Teile)
- 1982: Stella (Fernsehfilm)
- 1982: Melanie van der Straaten (Fernsehfilm)
- 1983: Gespenster
- 1984: Ein Sommernachtstraum
- 1984: Drei Schwestern (Fernsehfilm)
- 1985: Die Verwundung
- 1987: Polizeiruf 110: Abschiedslied für Linda (Fernsehreihe)
- 1991: Der Rest, der bleibt (Fernsehfilm)
- 1991: Trutz
- 1992: Scheusal (Fernsehfilm)
- 1992: Tatort: Ein Fall für Ehrlicher (Fernsehreihe)
- 1992: Tatort: Tod aus der Vergangenheit
- 1993: Polizeiruf 110: In Erinnerung an …
- 1994: Anna Maria – Eine Frau geht ihren Weg
- 1995: Polizeiruf 110: Sieben Tage Freiheit
- 1995: Polizeiruf 110: Grawes letzter Fall
- 1995: Polizeiruf 110: Schwelbrand
- 1995: Tatort: Bomben für Ehrlicher
- 1996: Polizeiruf 110: Der Pferdemörder
- 1996: Polizeiruf 110: Lauf oder stirb
- 1997: Tatort: Der Tod spielt mit
- 1997: Tatort: Eiskalt
- 1997: Tatort: Schlüssel zum Mord
- 1998: Tatort: Der zweite Mann
- 1998: Tatort: Tanz auf dem Hochseil
- 1998–2007: In aller Freundschaft (113 Folgen)
- 1999: Tatort: Fluch des Bernsteinzimmers
- 2000: Tatort: Mauer des Schweigens
- 2004: Tatort: Teufelskreis